# Mosambikanische Badmintonmeisterschaft 1987
Die Mosambikanische Badmintonmeisterschaft 1987  fanden vom 8. bis zum 10. Januar 1987 in Beira statt. Es war die 7. Austragung der nationalen Titelkämpfe im Badminton von Mosambik.

## Medaillengewinner
| Disziplin    | Gold                         | Silber                        |
| ------------ | ---------------------------- | ----------------------------- |
| Herreneinzel | Luís Filipe Lebeouf          | Luis Antonio Timm             |
| Dameneinzel  | Indira Bhikha                | Sonia Cruz                    |
| Herrendoppel | Sozinho Guerra Arnaldo Bongo | Luis Antonio Timm Paulo Oscar |
| Damendoppel  | Indira Bhikha Ilda           | Sonia Cruz Halima             |
| Mixed        | Paulo Oscar Indira Bhikha    | Luis Antonio Timm Sonia Cruz  |

## Referenzen
- M. Diogo da Silva: Mozambique Nationals. (PDF) In: worldbadminton.com. Juni 1987, S. 30, abgerufen am 5. Juni 2024.